# Gumersind Gomila i Guasteví
Gumersind Gomila i Guasteví és un poeta i artista menorquí i rossellonès nascut a Maó el 27 d'agost de 1905 i mort a Perpinyà el 22 de març de 1970.

## Vida
Fill petit d'una família de quatre fills, al seu pare, sabater, li agradava sortir pels camps i la costa a dibuixar amb els nens. De petit, Gumersind, reservat, a vegades rebec, aviciat per les seves germanes Maria i Antònia, aprengué a llegir molt tard al costat de la seva germana Antònia, mestra d'escoletes, amb qui havia de viure una proximitat quasi fusional fins a la mort d'aquesta, uns pocs mesos abans de la seva pròpia mort.
Artista autodidacta, Gumersind perfeccionà els seus coneixements en matèria de dibuix i d'aquarel·la a prop del senyor Pax. Amb la seva germana Antònia, exposà les seves primeres obres, essencialment paisatgístiques, el juny de 1924 a l'Ateneo científico y literario de Mahon (Ateneu de Maó). Després de la mort sobtada del seu pare, Gumersind deixà de banda el que hauria pogut ser una carrera d'artista local i l'illa per a instal·lar-se amb la seva mare a Perpinyà on Antònia acabava de casar-se amb llur cosí, Francesc Guasteví, amo del cafè « Le Continental ».
Sense estudis, estranger en un temps difícil, Gumersind entrà a treballar al taller del geometra Noy amb qui s'avorrí molt. Quan plegava de treballar, solia reunir-se amb activistes culturals nordcatalans i occitans. Els anys trenta començà a publicar les seves primeres poesies així com articles culturals a revistes locals. Adherent al Felibrisme des de 1930, « Col·laborador-fundador » de la revista nordcatalana, Nostra Terra el 1936, entrà el mateix any a la « Société Agricole Scientifique et Littéraire des Pyrénées-Orientales », esdevenint el seu secretari i obtingué la Rosa de Plata als Jocs Florals de Perpinyà amb un poema dedicat a Cotlliure, tema del seu primer poemari, La sorra calenta publicat per la Societat d'Estudis Occitans a Tolosa de Llenguadoc el 1943.
Els anys quaranta i cinquanta foren els dels viatges a Occitània, font d'inspiració de Llucifer. Llegenda íntima, de l'activisme cultural i periodístic i de la seva afirmació com a artista, pintor i sobretot ceramista, a l'obrador de Sant Vicens que pertanyia llavors als germans Bauby.
Els anys seixanta, Gumersind Gomila era ja un poeta famós, membre o president del jurat dels grans premis de la poesia catalana. Com a cap de taller a l'obrador de Sant Vicenç, es beneficiava d'un cert confort econòmic que li permeté de publicar Llucifer. Llegenda íntima, el 1966, El vent fútil i la segona edició de La sorra calenta, el 1967, i Els ocells morts, el 1969.
Gumersind Gomila morí el 22 de març de 1970. El 1984 un llibre col·lectiu Gumersind Gomila, poeta i, sobretot, el 2005, amb motiu del centenari del seu naixement, tres col·loquis l'homenatjaren a Maó, Perpinyà i Barcelona.

## Obra poètica[8]
Llegim a les tapes de Llucifer. Llegenda íntima, "Gumersind Gomila pinta i escriu per a ell sol." Això explica, per part, la dificultat d'accés a les més de dues-centes poesies que escrigué i reuní en quatre volums publicats sota l'ocupació alemanya de França, per al primer, o amb escassíssima diffusió per als altres tres. La sorra calenta és ja un manifest de la poesia gomiliana : una llengua clara i rica, el català literari, amb influències dels dialectes menorquí i rossellonés, unes formes clàssiques entre poesia catalana i literatura trobadoresca, un espai poètic familiar, immediat, inspirat en els paisatges dibuixats i l'amor com a font d'inspiració.
Publicat a Barcelona el 1966 però concebut més de vint anys enrere mentre viatjava per Occitània, Llucifer. Llegenda íntima reuneix cent quinze poesies, o sia la meitat de la poesia gomiliana. Es tracta d'una oda a Occitània o, més aviat, d'una gramàtica de l'espai occità sota forma de tres cants desequilibrats i distintament estructurats, tancats per un epitafi. El Cant I passa a Alvèrnia. El Cant II aplega més de la meitat dels dos-cents poemes en Provença. El Cant III porta el poeta a Guyana. Tot això sota la llum nocturna i natural de les constel·lacions, en una foscor imposada pel toc de queda alemany.
Injustament depreciat par l'escassa crítica, El vent fútil reuneix, essencialment, peces juvenils i alguns tresors com les "Auques del meu pare a Marsella" basades en un episodi viscut pel poeta en un hotel de mala fama on algú havia mort assassinat el dia d'abans. L'obra més punyent és, sense cap mena de dubte, l'últim publicat, Els ocells morts, que evoca la infantesa sota el pretext dels ocells. L'últim o més aviat el penúltim, ja que s'ha de deplorar la desaparició de La mort de cada nit, poemari a punt de publicar-se, destripat per Maria, la germana de Gumersind Gomila, amb qui vivia, i que havia embogit.

## Obra plàstica[9]
Es poden distingir dues parts dins de la producció artística gomiliana: la creació personal i la feina a l'obrador de Sant Vicens. Es coneix molt poc la primera i s'haurà d'esperar la publicació del catàleg raonat per l'Institut Menorquí d'Estudis per a tenir-ne una idea sintètica. Són essencialment dibuixos - carbonet, sanguina, llapis de color, tinta xinesa - i aquarel·les, croquis o silueta. Neix un món elemental, comú amb el de la poesia : ametllers, atzavares, torres, costes, cales i platges. Un món desert que contrasta amb les siluetes de tinta xinesa mai contextualitzades. Els anys quaranta són els de la maduresa pictòrica amb unes pintures a l'oli d'inspiració fauvista. Cotlliure n'és la musa i la referència absoluta. Com als dibuixos, l'espai és sovint desert i les finestres cegues. Els edificis on s'afirmen les teulades vermelles contrasten pel calor amb la mar de plom, pastosa, enigmàtica.
Els anys quaranta, Gumersind Gomila entrà a l'obrador de Sant-Vicens dirigit pels germans Bauby a treballar-hi la ceràmica. El seu excepcional domini dels vermells i la seva finor de traç despertaren l'interès de Jean Lurçat que el considerà com un amic, ceramista exclusiu, "col·laborador" en sentit etimològic, ja que Lurçat exigia la presència de la signatura de Gomila al seu costat en les grans produccions comunes com el plafó de "la maison de l'ORTF" a Estrasburg. A més a més, Gumersind Gomila realitzà peces més humils (llums, plàteres, plats, cendrers) amb signatura pròpia o la de Jean Lurçat com a productes artesanals de Sant Vicens.

## Obra[10]
- Antologia poètica, sel. P. Gomila i I. Pelegrí, Maó : IME, Quaderns Xibau de poesia, núm. 12, 2003.
- Anthologie poétique Arxivat 2016-03-03 a Wayback Machine., édition et traduction du catalan par M. Bourret, Péronnas : Les Éditions de la Tour Gile, collection catalane n° 10, 2007.
- La sorra calenta, Tolosa de Llenguadoc : Societat d'Estudis Occitans, 1943, 2ème édition augmentée, Barcelona : Barcino, 1967.
- Llucifer. Llegenda íntima, Barcelona : El Triangle, 1966.
- El vent fútil, Barcelone : El Triangle, 1967.
- Els ocells morts, Barcelona : El Triangle, 1967 [2a edició, Maó : Institut Menorquí d'Estudis, 2005].